# Ian Watkins
Ian Watkins (* 30. července 1977 Merthyr Tydfil) je velšský zpěvák, frontman skupiny Lostprophets.

## Život
Narodil se v jihovelšském městě Merthyr Tydfil, odkud se později přestěhoval do Pontypridd. Během studií na zdejší střední škole se setkal s kytaristou Mikem Lewisem. Následně studoval grafický design na Velšské univerzitě v Newportu. V roce 1991 založil spolu s Lewisem thrashmetalovou skupinu s názvem Aftermath. Tu později opustil a založil kapelu Fleshbind, jejíž existence však rovněž nebyla příliš dlouhá. V roce 1995 spoluzaložil kapelu Public Disturbance, v níž hrál na bicí a v níž se opět setkal s Lewisem. V roce 1997 spoluzaložil skupinu Lostprophets, ve které působil jako zpěvák a textař.
V prosinci 2012 byl Watkins obviněn ze sexuálního zneužívání dětí. V prosinci následujícího roku byl odsouzen k 29 letům odnětí svobody s možností zažádat o podmínečné propuštění po odpykání dvou třetin trestu. Po odpykání 29letého trestu bude ještě dalších šest let pod dohledem. Zpočátku podezření odmítal, nakonec se však přiznal ke zneužívání dětí, osahávání jednoročního dítěte, nabádání ke znásilnění dítěte a výrobě dětské pornografie. Jeho uvěznění vedlo k ukončení činnosti kapely Lostprophets.
V srpnu 2023 byl pobodán ve věznici HMP Wakefield v hrabství West Yorkshire.